# Saxskäret
Saxskäret är en ö i Lule skärgård. Här finns bland annat en naturskog på öns norra del.

### Fotnoter
1. ↑  Sture Westerberg. ”Skärgårdsgruppens inventering av öar i Luleå skärgård 1989”. Svenska naturskyddsföreningen. http://lulea.naturskyddsforeningen.se/wp-content/uploads/sites/217/2014/02/inventering-1989.pdf. Läst 19 juli 2014.